# Petrocosmea sichuanensis
Petrocosmea sichuanensis är en tvåhjärtbladig växtart som beskrevs av Woon Young Chun och Wen Tsai Wang. Petrocosmea sichuanensis ingår i släktet Petrocosmea och familjen Gesneriaceae. Inga underarter finns listade i Catalogue of Life.